# Noctuelia albilinealis
Noctuelia albilinealis là một loài bướm đêm trong họ Crambidae.